# Australopacifica subquadrangulata
Australopacifica subquadrangulata är en plattmaskart som först beskrevs av Arthur Dendy 1895.  Australopacifica subquadrangulata ingår i släktet Australopacifica och familjen Geoplanidae. Inga underarter finns listade i Catalogue of Life.